# 47 Batalion Saperów (LWP)
47 batalion saperów (47 bsap) – pododdział wojsk inżynieryjnych ludowego Wojska Polskiego.

## Historia
Batalion sformowany został w 1945 r. na podstawie rozkazu Naczelnego Dowódcy WP nr 156/Org. z 29.06.1945 potwierdzonym rozkazem Nr 01 dowódcy 16 Dywizji Piechoty z dnia 29 czerwca 1945, w terminie do 31 lipca 1945, w Gdańsku-Wrzeszczu, w koszarach przy ulicy Słowackiego, według etatu Nr 2/6, jako jednostka organiczna 16 Dywizji Piechoty.
Z momentem osiągnięcia zdolności do działań przystąpił do rozminowania województwa gdańskiego. W dniach 5 listopada – 20 grudnia 1945 batalion prowadził rozminowanie terenów województwa gdańskiego w rejonie Półwyspu Helskiego, w powiatach: Tczew, Kwidzyn oraz w miejscowościach: Różyny, Pruszcz Gdański, Nowy Dwór, Pszczółki, Koszwały i inne. Oprócz tego uczestniczył w rozminowaniu byłej kwatery Hitlera w Gierłoży k/Kętrzyna, oraz Przełęczy Dukielskiej. W 1947 r. do batalionu była przydzielona grupa jeńców niemieckich saperów, którzy brali udział w rozminowaniu zapór minowych.
W rozminowaniu żołnierze batalionu wykryli i unieszkodliwili ponad 700 tys. min i innych niewybuchów, rozminowali 28 mostów, 200 km dróg i ulic, sprawdzili ponad 300 ha ziemi ornej, łąk i lasów, usuwając przy tym 23 barykady i zawały. W rozminowaniu batalion stracił 9 zabitych i kilku rannych.
W lutym 1946 jednostka przeniesiona została do Gdańska-Oliwy. W kwietniu 1949 batalion przeniesiony został do Elbląga, gdzie zajął koszary przy ulicy Mazurskiej. 12 października 1951 jednostka została uroczyście powitana w nowym garnizonie Tczew. W mieście oddział zajął koszary, w których do 1939 stacjonował 2 Batalion Strzelców.
12 marca 1961 na placu Hallera w Tczewie batalion otrzymał sztandar ufundowany przez społeczeństwo miasta Tczewa.
Batalion brał udział w akcjach przeciwlodowych i przeciwpowodziowych w rej. Tczewa, Krzybowy, Sztumu, Ostaszewa, Ichnowa, Starogardu Gdańskiego i Opalenia. Realizował różne prace na rzecz gospodarki: budowa mostu na Nogacie, udział w budowie dwóch pomników – jeden w Sztutowie (obóz koncentracyjny Stutthof) i drugi – czołgisty polskiego w Gdańsku. Jednostka pomagała w uruchomieniu elementów portów w Gdyni i Gdańsku.
13 września 1992 batalion przyjął dziedzictwo tradycji 16 Batalionu Saperów 16 Pomorskiej Dywizji Piechoty. Szef Wojsk Inżynieryjnych Warszawskiego Okręgu Wojskowego płk dypl. Ryszard Żuchowski, wręczył dowódcy batalionu, ppłk. Włodzimierzowi Mroczkowskiemu, akt dziedzictwa tradycji podpisany przez ówczesnego wiceministra obrony narodowej do spraw wychowawczych, Bronisława Komorowskiego.
30 listopada 1992 Minister Obrony Narodowej polecił przyjąć z dniem 1 grudnia 1992:
- 16 Batalionowi Saperów w Żarach nazwę "11 Batalionu Saperów",
- 47 Batalionowi Saperów w Tczewie nazwę "16 Batalionu Saperów".

Żołnierzy z 16 batalionu saperów wielokrotnie nazywano "tczewscy saperzy", gdyż tak ci żołnierze byli określani przez lokalne środowisko. Batalion otrzymał również formalną wyróżniającą go nazwę "Tczewski".
24 września 1994 roku, batalion otrzymał od społeczeństwa drugi już w historii sztandar. Uroczystość miała miejsce na placu Marszałka Piłsudskiego w Tczewie.

## Dowódcy
- mjr Antoni Pluto (VII 1945 – I 1946)
- kpt. Leopold Sierżeniuk (I – V 1946)
- por. Włodzimierz Kowalski (V – X 1946)
- por. Stefan Michałowski (1946–1948)
- mjr Antoni Szatkowski (1948–1950)
- kpt. Jerzy Jastrzębski (1950–1952)
- mjr Jan Janiszyn (1952–1955)
- mjr Bronisław Kocan (1955–1956)
- ppłk Jan Sobieszek (1956–1965)
- mjr Waldemar Białach (1965–1966)
- ppłk Henryk Łomnicki (IX 1966 – IV 1970)
- mjr Mikołaj Hawryluk (1970–1972)
- ppłk Jan Golasik (1972–1977)
- ppłk Jerzy Solarz (1977–1979)
- kpt. Józef Białogański (1979–1982)
- mjr Stanisław Żuchowski (1982–1984)
- ppłk Lech Kujawa (1984–1989)
- ppłk Włodzimierz Mroczkowski (III 1989 – XII 1998)
- mjr Janusz Ciepliński (1998 – 2001)
- ppłk Tomasz Hak (2001 – 2007)
- mjr mgr Dariusz Kujawa (2007)
- ppłk Zdzisław Świniarski (od 2007–2010)
- mjr Sylwester Wlaszczyk (od 2010 – I 2012)
- ppłk Marian Szymula (I 2012 – II 2017)
- cz. p.o. mjr Radosław Podolski (II 2017 – IV 2017)
- ppłk Grzegorz Grobel (IV 2017 – obecnie)